# Кайзер, Линетта
Линетта Кайзер (англ. Lynetta Kizer; род. 4 апреля 1990 года в Форт-Белваре, штат Виргиния, США) — американская профессиональная баскетболистка, выступала в женской национальной баскетбольной ассоциации. Была выбрана на драфте ВНБА 2012 года в третьем раунде под общим двадцать девятым номером командой «Талса Шок». Играет на позиции центровой. В настоящее время защищает цвета австралийской команды «Джелонг Юнайтед».

## Ранние годы
Линетта Кайзер родилась 4 апреля 1990 года в статистически обособленной местности Форт-Белвар (штат Виргиния) в семье Кита и Ивонн Кайзер, у неё есть старший брат, Доминик, и младшая сестра, Квиана. Училась же она немного южнее в городке Дамфрис в средней школе Потомак, в которой выступала за местную баскетбольную команду.